# Coppa del Re 1995-1996
La Copa del Rey 1995-1996 fu la 92ª edizione della Coppa di Spagna. Il torneo iniziò il 6 settembre 1995 e si concluse il 10 aprile 1996. La finale si disputò allo stadio La Romareda di Saragozza e la squadra vincente fu l'Atlético Madrid.

## Formula e squadre partecipanti
In questa edizione presero parte tutte le squadre di Primera División, 17 squadre di Segunda División, 32 squadre di Segunda División B e una squadra di Tercera División che si sfidarono in scontri ad eliminazione diretta. I primi sei club della Primera División dell'anno precedente erano qualificati direttamente per gli ottavi di finale mentre i restanti club di Primera División erano qualificati per il secondo turno eccetto il Real Valladolid e l'Albacete.

## Primo turno
Le partite furono giocate dal 6 settembre al 12 ottobre 1995.
| Squadra 1       | Totale | Squadra 2         | Andata | Ritorno         |
| --------------- | ------ | ----------------- | ------ | --------------- |
| Aurrerá Vitoria | 1 - 2  | Eibar             | 0 - 0  | 1 - 2           |
| Elche           | 0 - 1  | Hércules          | 0 - 1  | 0 - 0           |
| Talavera        | 3 - 3  | Leonesa           | 2 - 2  | 1 - 1           |
| Malaga          | 1 - 1  | Écija             | 1 - 0  | 0 - 1 (?-? dcr) |
| Andorra         | 4 - 4  | Villarreal        | 3 - 0  | 1 - 4           |
| Beasain         | 1 - 5  | CD Logroñés       | 1 - 1  | 0 - 4           |
| Moscardó        | 4 - 4  | Leganés           | 3 - 2  | 1 - 2           |
| Utrera          | 1 - 5  | Córdoba           | 1 - 1  | 0 - 4           |
| Durango         | 2 - 1  | Huesca            | 1 - 0  | 1 - 1           |
| UD San Pedro    | 2 - 3  | Atlético Marbella | 2 - 1  | 0 - 2           |
| Manlleu         | 1 - 3  | Maiorca           | 0 - 1  | 1 - 2           |
| Real Unión      | 0 - 5  | Osasuna           | 0 - 1  | 0 - 4           |
| FC Andorra      | 3 - 1  | Palamós           | 1 - 0  | 2 - 1           |
| Gramenet        | 1 - 6  | UE Lleida         | 0 - 2  | 1 - 4           |
| Castellón       | 1 - 3  | Levante           | 1 - 0  | 0 - 3           |
| Sestao Sport    | 3 - 4  | Alavés            | 0 - 1  | 3 - 3           |
| S.S. Reyes      | 2 - 2  | Numancia          | 2 - 2  | 0 - 0           |
| Racing Ferrol   | 3 - 1  | Ourense           | 1 - 0  | 2 - 1           |
| Almería         | 5 - 1  | Albacete          | 4 - 1  | 1 - 0           |
| Santa Ana       | 1 - 6  | Getafe            | 0 - 3  | 1 - 3           |
| Pontevedra      | 2 - 3  | As Pontes         | 2 - 2  | 0 - 1           |
| Las Palmas      | 2 - 1  | Mensajero         | 2 - 1  | 0 - 0           |
| Yeclano CF      | 0 - 2  | Novelda           | 0 - 0  | 0 - 2           |
| Toledo          | 0 - 3  | Real Valladolid   | 0 - 1  | 0 - 2           |
| Extremadura     | 4 - 0  | Badajoz           | 2 - 0  | 2 - 0           |
| Vélez CF        | 3 - 3  | Real Jaén         | 1 - 1  | 2 - 2           |

## Secondo turno
Le partite furono giocate dal 24 ottobre al 9 novembre 1995.
| Squadra 1         | Totale | Squadra 2        | Andata | Ritorno         |
| ----------------- | ------ | ---------------- | ------ | --------------- |
| Alavés            | 1 - 5  | Athletic Bilbao  | 0 - 1  | 1 - 4           |
| Osasuna           | 4 - 7  | Real Oviedo      | 3 - 3  | 1 - 4           |
| Atlético Marbella | 1 - 3  | Rayo Vallecano   | 0 - 0  | 1 - 3           |
| Extremadura       | 2 - 4  | Espanyol         | 1 - 1  | 1 - 3           |
| Numancia          | 2 - 2  | Real Sociedad    | 2 - 0  | 0 - 2 (9-8 dcr) |
| Las Palmas        | 1 - 1  | Leganés          | 1 - 1  | 0 - 0           |
| Racing Ferrol     | 1 - 5  | Sporting Gijón   | 1 - 1  | 0 - 4           |
| FC Andorra        | 4 - 2  | Getafe           | 3 - 0  | 1 - 2           |
| As Pontes         | 1 - 2  | Celta Vigo       | 0 - 0  | 1 - 2           |
| Novelda           | 0 - 2  | Hércules         | 0 - 0  | 0 - 2           |
| Durango           | 0 - 6  | Salamanca UDS    | 0 - 2  | 0 - 4           |
| Vélez CF          | 1 - 10 | Tenerife         | 1 - 2  | 0 - 8           |
| Almería           | 2 - 6  | Atlético Madrid  | 1 - 4  | 1 - 2           |
| Eibar             | 1 - 2  | Compostela       | 1 - 0  | 0 - 2           |
| Córdoba           | 1 - 5  | CP Mérida        | 1 - 3  | 0 - 2           |
| UE Lleida         | 1 - 2  | Écija            | 0 - 2  | 1 - 0           |
| Maiorca           | 0 - 0  | Valencia         | 0 - 0  | 0 - 0 (1-4 dcr) |
| Andorra           | 2 - 5  | Levante          | 1 - 1  | 1 - 4           |
| CD Logroñés       | 2 - 5  | Racing Santander | 1 - 2  | 1 - 3           |
| Leonesa           | 2 - 4  | Real Valladolid  | 1 - 1  | 1 - 3           |

## Terzo turno
Le partite furono giocate dal 28 novembre al 14 dicembre 1995.
| Squadra 1       | Totale | Squadra 2        | Andata | Ritorno |
| --------------- | ------ | ---------------- | ------ | ------- |
| Levante         | 2 - 6  | Tenerife         | 1 - 0  | 1 - 6   |
| Compostela      | 2 - 1  | Real Valladolid  | 1 - 0  | 1 - 1   |
| Hércules        | 2 - 1  | Rayo Vallecano   | 1 - 1  | 1 - 0   |
| Real Oviedo     | 1 - 2  | Valencia         | 1 - 1  | 0 - 1   |
| Écija           | 2 - 5  | Sporting Gijón   | 2 - 0  | 0 - 5   |
| FC Andorra      | 0 - 7  | Celta Vigo       | 0 - 5  | 0 - 2   |
| Leganés         | 1 - 6  | Espanyol         | 0 - 1  | 1 - 5   |
| Salamanca UDS   | 1 - 3  | Athletic Bilbao  | 0 - 0  | 1 - 3   |
| Numancia        | 1 - 0  | Racing Santander | 0 - 0  | 1 - 0   |
| Atlético Madrid | 8 - 5  | CP Mérida        | 4 - 1  | 4 - 4   |

## Ottavi di finale
Le partite furono giocate dal 9 al 18 gennaio 1996.
| Squadra 1           | Totale | Squadra 2      | Andata | Ritorno |
| ------------------- | ------ | -------------- | ------ | ------- |
| Hércules            | 1 - 4  | Barcellona     | 0 - 0  | 1 - 4   |
| Numancia            | 2 - 1  | Sporting Gijón | 2 - 1  | 0 - 0   |
| Deportivo La Coruña | 2 - 3  | Tenerife       | 1 - 1  | 1 - 2   |
| Atlético Madrid     | 3 - 2  | Real Betis     | 1 - 1  | 2 - 1   |
| Athletic Bilbao     | 3 - 3  | Real Saragozza | 2 - 3  | 1 - 0   |
| Celta Vigo          | 1 - 4  | Valencia       | 1 - 1  | 0 - 3   |
| Espanyol            | 5 - 3  | Real Madrid    | 4 - 1  | 1 - 2   |
| Siviglia            | 3 - 1  | Compostela     | 2 - 1  | 1 - 0   |

## Quarti di finale
I quarti si disputarono dal 30 gennaio al 15 febbraio 1996.
| Squadra 1 | Totale | Squadra 2       | Andata | Ritorno |
| --------- | ------ | --------------- | ------ | ------- |
| Tenerife  | 0 - 3  | Atlético Madrid | 0 - 0  | 0 - 3   |
| Siviglia  | 1 - 3  | Valencia        | 1 - 1  | 0 - 2   |
| Numancia  | 3 - 5  | Barcellona      | 2 - 2  | 1 - 3   |
| Espanyol  | 1 - 1  | Real Saragozza  | 0 - 0  | 1 - 1   |

## Semifinali
Le semifinali si disputarono dal 21 al 29 febbraio 1996.
| Squadra 1  | Totale | Squadra 2       | Andata | Ritorno |
| ---------- | ------ | --------------- | ------ | ------- |
| Barcellona | 4 - 2  | Espanyol        | 1 - 0  | 3 - 2   |
| Valencia   | 5 - 6  | Atlético Madrid | 3 - 5  | 2 - 1   |

## Finale
| Squadra 1       | Risultato | Squadra 2  |
| --------------- | --------- | ---------- |
| Atlético Madrid | 1 - 0     | Barcellona |

| Arbitro: | Manuel Díaz Vega |

| |            | |
| Pantic 102’ | Marcatori  | |
| · Molina P Geli D Santi D Solozábal D Toni D Caminero C 82’ Vizcaíno C Simeone C Pantić C 84’ Kiko A 61’ Penev A Sostituzioni: · 61’ López D 82’ Biagini A 84’ Fresnedoso C | Formazioni | · P Busquets D Celades 17’ D Nadal D Popescu D Sergi Barjuan · C Amor C Guardiola C Bakero 61’ C Hagi A Figo 75’ A Cruijff Sostituzioni: · D Ferrer 17’ C Roger 61’ C Prosinečki 75’ |
| Radomir Antić | Allenatori | Johan Cruijff |

## Record
- Maggior numero di partite giocate: Atlético Madrid (11)
- Maggior numero di vittorie: Atlético Madrid (7)
- Miglior attacco: Atlético Madrid (27)
- Peggior difesa: Atlético Madrid (14)
- Miglior differenza reti: Atlético Madrid (+13)
- Peggior differenza reti: Vélez (-9)
- Partita con più reti: 3 partite (8)
- Partita con maggiore scarto di reti: Tenerife - Vélez 8-0 (8)

## Classifica marcatori
| Gol |  |  | Giocatore          | Squadra         |
| --- |  |  | ------------------ | --------------- |
| 7   |  |  | Milinko Pantić     | Atlético Madrid |
| 6   |  |  | Predrag Mijatović  | Valencia        |
| 6   |  |  | Ljuboslav Penev    | Atlético Madrid |
| 5   |  |  | Goran Milojević    | Celta Vigo      |
| 4   |  |  | Gérson Lente       | UE Lleida       |
| 4   |  |  | Javi               | Espanyol        |
| 4   |  |  | Jordi Lardín       | Espanyol        |
| 4   |  |  | Quique Martín      | Mérida          |
| 4   |  |  | Pacheta            | Espanyol        |
| 4   |  |  | Juan Antonio Pizzi | Tenerife        |
| 4   |  |  | Julio Salinas      | Sporting Gijón  |
| 4   |  |  | Víctor             | Tenerife        |